# Bach-Werke-Verzeichnis

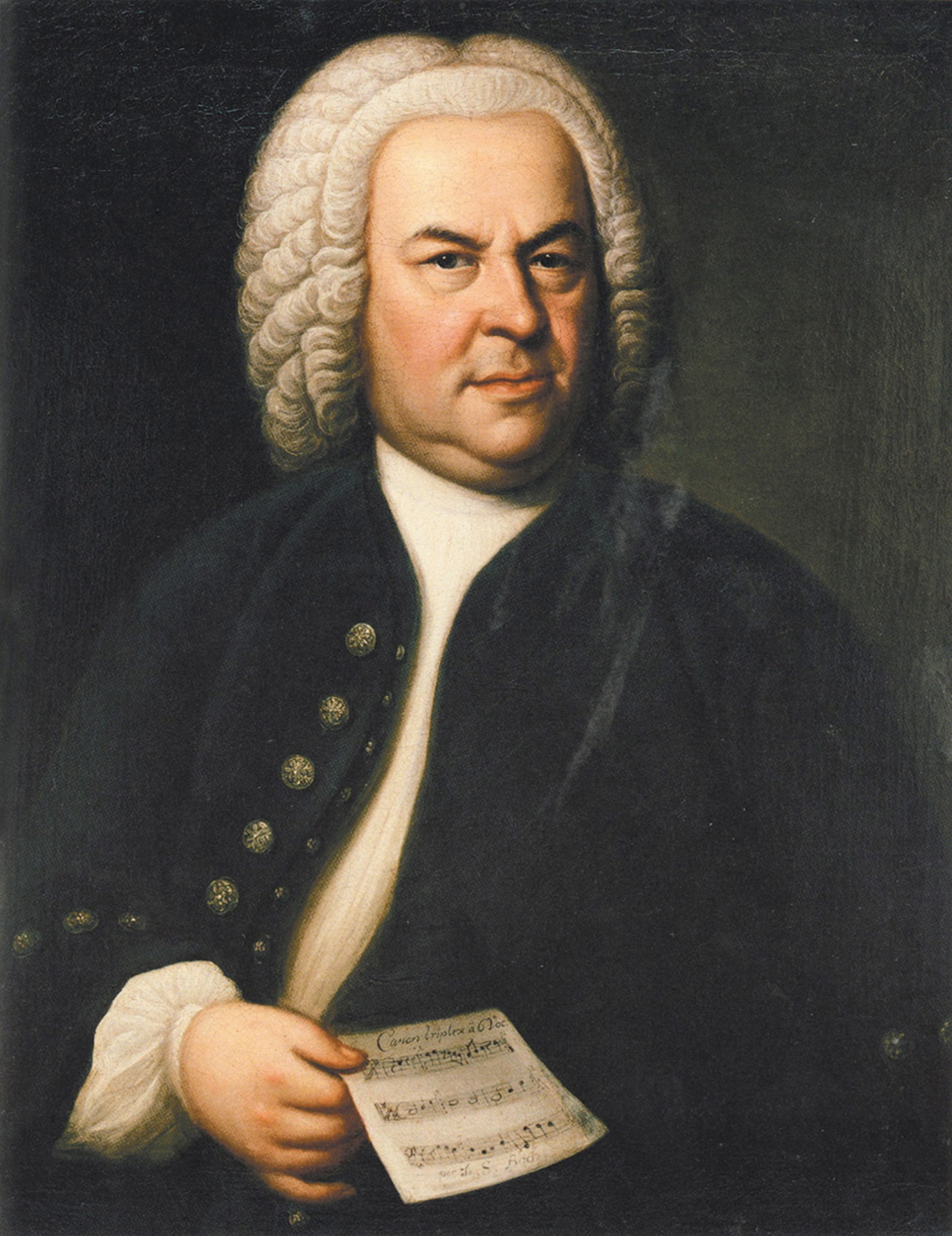
Johann Sebastian Bach

Bach-Werke-Verzeichnis (BWV) is het nummeringssysteem waarin de composities van Johann Sebastian Bach zijn  geordend.

## Toelichting
De nummers werden in 1950 toegekend door Wolfgang Schmieder en op volgorde geplaatst in zijn catalogus met de titel Thematisch-systematisches Verzeichnis der musikalischen Werke von Johann Sebastian Bach.
De BWV-nummers zijn ondertussen algemeen aanvaard en worden standaard gebruikt om de werken van Bach aan te duiden. Voorbeeld: de Hohe Messe (ook wel Mis in b klein genoemd) heeft als BWV-nummer 232. Soms worden de BWV-nummers ook wel Schmieder-nummers genoemd, in oude publicaties aangeduid met S. Sommige BWV-nummers zijn voorzien van een toevoeging a of b. In dat geval gaat het om twee varianten op een cantate met dezelfde titel.
De nummering van de werken is niet chronologisch, maar volgens het type van compositie. De cantates komen eerst, vervolgens de koralen, dan de orgelwerken enzovoort. Een compositie met een laag BWV-nummer is dus niet vanzelfsprekend een vroeg werk van Bach. De laagste BWV-nummers zijn ongetwijfeld authentieke cantates van Bach, omdat hij ze voorzien heeft van een autograaf.
Na het uitkomen van Schmieders catalogus zijn werken verwijderd of vonden er andere correcties plaats.
Het Bach-Compendium, samengesteld door de musicologen Hans-Joachim Schulze en Christoph Wolff, geeft een nieuwe klassering van Bachs werken.

## Thematische lijst
- cantates BWV 1 t/m 224, zie lijst
- motetten BWV 225 t/m 231, zie lijst
- missen BWV 232 t/m 242, zie lijst
- oratoria BWV 243 t/m 249, zie lijst
- vierstemmige koralen BWV 250 t/m 438, zie lijst
- liederen en aria's BWV 439 t/m 524, zie lijst
- orgelwerken BWV 525 t/m 771, zie lijst
- klavecimbelwerken BWV 772 t/m 994, zie lijst
- kamermuziek BWV 995 t/m 1040,  zie lijst
- orkestwerken BWV 1041 t/m 1071, zie lijst
- overige werken BWV 1072 t/m 1128 (anno 2008); ook de gereconstrueerde concerti en apocriefe werken staan in de appendix vermeld, zie lijst

## Details oorspronkelijke uitgave
Wolfgang Schmieder, Thematisch-systematisches Verzeichnis der musikalischen Werke von Johann Sebastian Bach: Bach-Werke-Verzeichnis (BWV) / herausgegeben von Wolfgang Schmieder. Leipzig: Breitkopf & Härtel Musikverlag (1950). 747 p.